# Sophie Watts
Sophie Watts –nacida como Sophie Chase– (1994) es una deportista estadounidense que compite en triatlón. Ganó dos medallas en el Campeonato Panamericano de Triatlón, oro en 2017 y bronce en 2019.

## Palmarés internacional
| Campeonato Panamericano | Campeonato Panamericano | Campeonato Panamericano | Campeonato Panamericano |
| Año                     | Lugar                   | Medalla                 | Prueba                  |
| ----------------------- | ----------------------- | ----------------------- | ----------------------- |
| 2017                    | Puerto López (Ecuador)  | Medalla de oro          | Individual              |
| 2019                    | Monterrey (México)      | Medalla de bronce       | Relevo mixto            |